# 怪獸行星哥吉拉
『怪獸行星哥吉拉』（日文原名：怪獣プラネットゴジラ）是1994年～1997年上映的日本三維電影、為哥斯拉系列電影的番外編的作品。

## 登場怪獸
- 哥吉拉
- 拉頓
- 摩斯拉（成虫）

## 製作人員
- 導演、特技導演：川北紘一
- 音樂監督：伊福部昭

## 演員
- 三枝未希：小高惠美
- 哥斯拉：薩摩劍八郎
- Hello Kitty：林原惠（声的出演）